# Verwaltungsgemeinschaft Am Ohmgebirge
Die Verwaltungsgemeinschaft Am Ohmgebirge lag im thüringischen Landkreis Eichsfeld. Sie wurde nach dem Ohmgebirge benannt. In ihr hatten sich die Stadt Worbis und drei Gemeinden zur Erledigung ihrer Verwaltungsgeschäfte zusammengeschlossen.

## Gemeinden
- Breitenbach
- Ferna
- Wintzingerode
- Worbis, Stadt

## Geschichte
Die Verwaltungsgemeinschaft wurde am 2. Dezember 1991 gegründet. Die Auflösung erfolgte am 15. März 2004 durch den Zusammenschluss der Gemeinden Breitenbach und Wintzingerode sowie der Stadt Worbis und der Stadt Leinefelde zur neuen Stadt Leinefelde-Worbis. Gleichzeitig wurde die Gemeinde Ferna der Verwaltungsgemeinschaft Lindenberg/Eichsfeld zugeordnet.